# Ulrich Lewin
Ulrich Lewin (* 5. Februar 1890 in Neustettin; † 8. April 1950 in Bleicherode) war ein deutscher Maler und Graphiker. 

## Leben
Lewin besuchte von 1909 bis 1913 die Kunstgewerbeschule Stettin und von 1913 bis 1914 die Unterrichtsanstalt des Kunstgewerbemuseums Berlin. Anschließend arbeitete als freiberuflicher Maler und Graphiker in Bremen und dann in Stettin.  
In Stettin stellte er bei Ausstellungen der Ausstellungsvereinigung Pommerscher Künstler, des Pommerschen Vereins für Kunst und Kunstgewerbe und des Pommerschen Künstlerbundes aus. Öffentliche  Einrichtungen in Stettin, darunter die Heilandskirche und der Reichsluftschutzbund, erwarben seine Werke.
In der Zeit des Nationalsozialismus war Lewin obligatorisch Mitglied der Reichskammer der bildenden Künste. Ab 1944 nahm er als Soldat der Wehrmacht am Zweiten Weltkrieg teil.
Nach dem Krieg, Stettin war an Polen gekommen, ging er nach Bleicherode in Thüringen, wohin seine Familie auf der Flucht gelangt war. Er wurde Mitglied des Kulturbundes und steuerte für die von der Landesleitung Thüringen des Kulturbundes herausgegebene Zeitschrift „Schöpferische Gegenwart“ Kunstkritiken bei.

## Ausstellungen (unvollständig)

### Einzelausstellungen
- 1946: Bleicherode
- 1947: Nordhausen
- postum 1987: Erfurt, Galerie im Rieth

### Teilnahme an Ausstellungen
- 1934: Stettin, Städtisches Museum („Das Land am Meer. Pommersche Kunst der Gegenwart“)
- 1935: Berlin, Haus der Kunst („Berliner Kunst 1935“)
- 1936: Greifswald, Haus der Heimat („Pommersche Kunst“)
- 1937: Stralsund, Stralsunder Museum („16. Kunstausstellung. Rügen in der Landschaftsmalerei der Gegenwart“)